# Новий Щеґлін
Новий Щеґлін (пол. Nowy Szczeglin) — село в Польщі, у гміні Сипнево Маковського повіту Мазовецького воєводства.
Населення — 173 особи (2011).
У 1975-1998 роках село належало до Остроленцького воєводства.

## Демографія
Демографічна структура станом на 31 березня 2011 року:
|          | Загалом | Допрацездатний вік | Працездатний вік | Постпрацездатний вік |
| -------- | ------- | ------------------ | ---------------- | -------------------- |
| Чоловіки | 89      | 19                 | 57               | 13                   |
| Жінки    | 84      | 15                 | 51               | 18                   |
| Разом    | 173     | 34                 | 108              | 31                   |